# Edward Grey

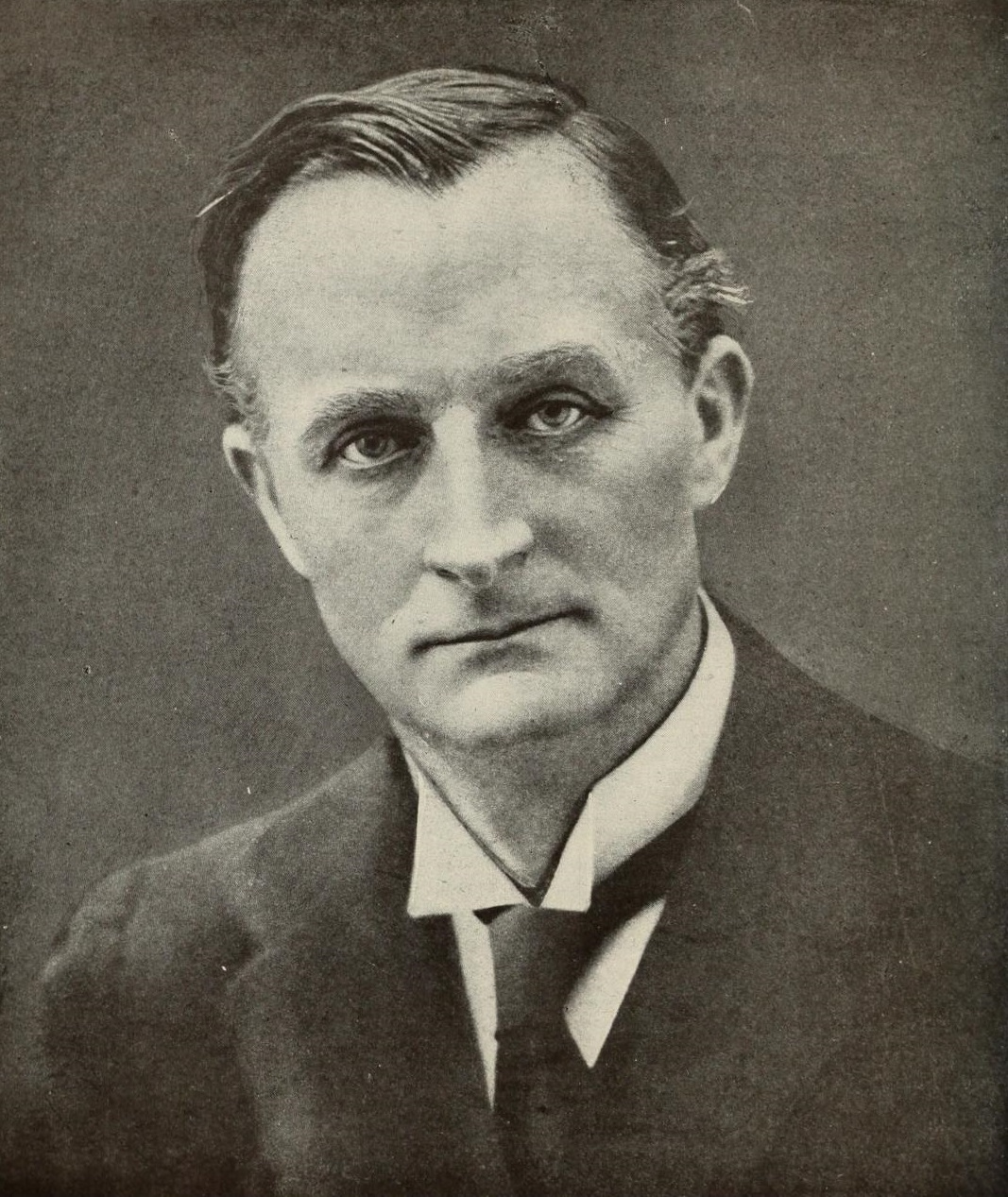
Edward Grey, 1. Viscount Grey of Fallodon (ca. 1918)

Edward Grey, 1. Viscount Grey of Fallodon KG PC DL FZS (* 25. April 1862 in Fallodon; † 7. September 1933 ebenda), 1882 bis 1916 bekannt als Sir Edward Grey, 3. Baronet, war ein britischer Politiker. Berühmtheit erlangte Grey vor allem in seiner Funktion als britischer Außenminister in den Jahren 1905–1916 vor dem Ersten Weltkrieg und während der ersten Hälfte des Ersten Weltkriegs.

## Ausbildung und politische Anfänge (1862–1905)
Grey war das älteste von sieben Kindern aus der Ehe von George Henry Grey und Harriet Jane Pearson. Sein Großvater war Sir George Grey, 2. Baronet, und der Premierminister Charles Grey, 2. Earl Grey war ein Urgroßonkel.
Als Junge besuchte Grey das Winchester College, danach studierte er Rechtswissenschaft am Balliol College der Universität Oxford. 1882 erbte er von seinem Großvater den Adelstitel eines Baronet of Fallodon in the County of Northumberland, sein Vater war zu diesem Zeitpunkt bereits verstorben. Schon in Winchester als lustlos aufgefallen, wurde Grey wegen seines trägen Verhaltens 1884 zeitweise von der Universität verwiesen, jedoch wieder zur Abschlussprüfung zugelassen.
1885 wurde Grey erstmals als Kandidat der Liberalen Partei für den Bezirk Berwick-upon-Tweed ins Unterhaus gewählt. Von 1892 bis 1895 war Grey als Staatssekretär für Auswärtige Angelegenheiten Mitglied der letzten Regierung Gladstone. Während des Burenkrieges (1899–1902), als die Liberalen sich in einen pazifistischen und einen imperialistischen Flügel spalteten, stellte Grey sich auf die Seite der Imperialisten um Rosebery und Herbert Henry Asquith. Mit Letzterem und Richard Haldane verband Grey eine enge private Freundschaft und politische Partnerschaft (Troika).

## Liberaler Minister (1905–1916)

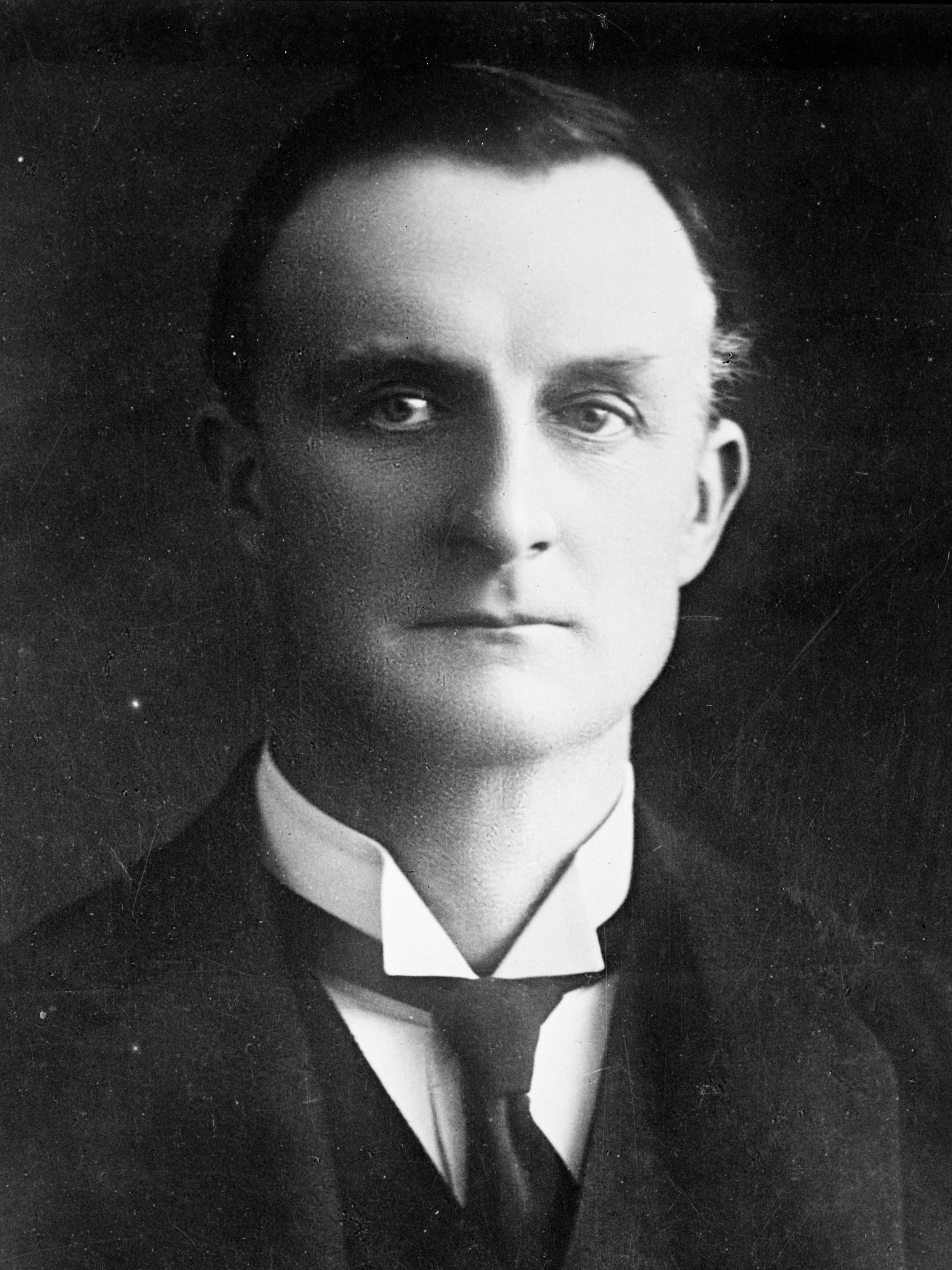
Edward Grey 1914

Nach dem Rücktritt der konservativen Regierung Balfour übernahmen die Liberalen unter Führung von Henry Campbell-Bannerman die Regierungsverantwortung. Die von Grey, Asquith und Haldane im Zuge des – nach Greys Fischerhütte in Schottland – sogenannten Relugas Compact geplante Verdrängung Campbell-Bannermans ins Oberhaus, die eine alleinige Kontrolle der liberalen Fraktion im House of Commons durch den von Grey, Asquith und Haldane geführten rechten Flügel der Partei nach sich gezogen hätte, scheiterte. Auf Druck von Asquith übertrug Campbell-Bannerman Grey aber immerhin das Portefeuille für das Foreign Office, das britische Außenministerium. Damit räumte der Premier Grey den Vorzug gegenüber seinem ursprünglichen Favoriten für dieses Amt, Lord Elgin, ein, der stattdessen das Kolonialministerium erhielt.
Grey setzte die enge Zusammenarbeit mit Asquith und Haldane auch in der Regierung fort. Nahe stand er im Kabinett vor allem auch Robert Crewe-Milnes, 1. Marquess of Crewe und, insbesondere nach der ersten Marokkokrise, während der dieser de facto vom linken Flügel der Liberalen Partei auf den rechten wechselte, Winston Churchill, für dessen Sohn Randolph Frederick Churchill er die Patenschaft übernahm.
In den Jahren vor dem Ersten Weltkrieg war Grey mitverantwortlich für die Abkehr Großbritanniens von der traditionellen bündnisvermeidenden britischen Außenpolitik im Geiste der splendid isolation. Die von seinem konservativen Vorgänger Lord Lansdowne 1904 initiierte Entente cordiale mit Frankreich baute er durch den Ausgleich mit Russland im Vertrag von Sankt Petersburg von 1907 zur britisch-französisch-russischen Triple Entente zum Zwecke der Eindämmung des Deutschen Reichs aus. In seiner Amtszeit wurde das Foreign Office von einer dezidiert antideutschen Fraktion beherrscht, die gegen die Widerstände des radikalen Flügels der Liberalen dieses Zusammengehen mit dem autokratisch regierten Russland anstelle eines Ausgleichs mit Deutschland durchsetzte. Diese neue Stoßrichtung der britischen Außenpolitik, die auch geheime Militärabsprachen umfasste, wurde jedoch weitgehend vor der Öffentlichkeit verborgen, sodass auf Seiten der deutschen Regierung der Eindruck entstehen konnte, ein militärisches Eingreifen Großbritanniens auf dem Kontinent auf Seiten des Zweiverbands von Frankreich und Russland sei keineswegs ausgemachte Sache. Auch beurteilte Grey das äußerst deutschlandkritische Crowe Memorandum als nützlich.
Während der Balkankriege gelang es Grey als Vorsitzendem der Londoner Botschafterkonferenz 1913 in Zusammenarbeit mit dem deutschen Botschafter Lichnowksky, einen vorläufigen Frieden ins Werk zu setzen. Die enge Zusammenarbeit von Grey und Lichnowsky veranlasste Edward Mandell House dazu, die Möglichkeit eines Bündnisses zwischen den USA, Großbritannien und dem Deutschen Reich auszuloten. Grey machte eine mögliche Zustimmung zu einem derartigen Bündnis von einem Verzicht der Deutschen auf weitere Flottenrüstung abhängig.
Für den Sommer 1914 war ursprünglich eine geheime Mission von Greys Staatssekretär William Tyrrell nach Deutschland geplant. Die sogenannte Tyrell-Mission sollte eine Annäherung der beiden Staaten bewerkstelligen. Hintergrund war, dass im britischen Außenministerium der rapide Machtzuwachs des russischen Kaiserreichs seit 1912 mit großem Argwohn betrachtet wurde. Aufgrund der sich überstürzenden Ereignisse im Juli 1914 blieb es nur bei den Planungen.
Greys Versuche, die in der Julikrise 1914 zutage getretenen Spannungen auf diplomatischem Wege beizulegen – er schlug eine erneute Konferenz der europäischen Außenminister in London vor – scheiterten.
In der Julikrise hatten u. a. Reichskanzler Bethmann-Hollweg und Staatssekretär Jagow durch den russischen Botschaftsmitarbeiter Benno Alexandrowitsch von Siebert Kenntnis von den Gesprächen zwischen Russland und Großbritannien. In diesen Gesprächen ging es um den Abschluss einer militärischen Marinekonvention. Der deutsche Botschafter wurde beauftragt, bei Grey nachzufragen. Grey leugnete diese Gespräche mehrfach. Als die Gespräche in der Londoner Presse publik wurden, wurde Grey im Unterhaus zu diesem Sachverhalt befragt. Grey belog die Abgeordneten und stritt das Abkommen ab. In der Folge verloren die Deutschen jegliches Vertrauen in Grey als Verhandlungspartner.
Am 28. Juli 1914 einigten sich Asquith, Grey und Haldane darauf, dass Grey gegenüber dem deutschen Botschafter Lichnowsky und dem französischen Botschafter Cambon jegliche Festlegung vermeiden solle. Man ging davon aus, dass ein Verzicht auf eine öffentliche Unterstützung von Frankreich und Russland diese von überstürzten Aktionen zurückhalten würde. So vermied Grey bei einem Gespräch mit dem französischen Botschafter Cambon am 31. Juli jegliche Festlegung.
Anfang August 1914 hatte Grey eine Unterredung mit König Georg V. In dieser Unterredung berichtete Grey, dass es für einen Kriegseintritt gegen Deutschland keinen rechtlichen Grund geben würde. Die Antwort des Königs war, dass wenn es keinen Grund geben würde, Grey Gründe finden müsste (Im Original: You have got to find a reason, Grey). Nach dem Einmarsch der deutschen Truppen in Belgien hielt Grey am 3. August 1914 eine bedeutende Rede, die den Einstieg Großbritanniens in den Krieg begründete.
Grey formulierte eines der bekanntesten Zitate über den Weltkrieg:

“The lamps are going out all over Europe, we shall not see them lit again in our life-time.”

„Die Lampen gehen in ganz Europa aus, und wir werden sie wohl nicht mehr brennen sehen in unserem Leben.“

Im Ersten Weltkrieg war Greys Politik vor allem auf die Gewinnung von vorerst neutralen Staaten für die Sache der Entente ausgerichtet. Eine maßgebliche Rolle spielte er beim Zustandekommen des Londoner Vertrags vom April 1915, der Italien für einen Kriegseintritt große Gebietsgewinne in Aussicht stellte. Sein Amt als Außenminister behielt Grey auch in der Koalitionsregierung Asquith, die im Mai 1915 gebildet wurde und bis Dezember 1916 Bestand hatte. Nach dem Sturz Asquiths ging er mit diesem in die Opposition. In der Regierung Lloyd George war er nicht mehr vertreten; sein Nachfolger wurde Arthur Balfour.
Als 1916 Woodrow Wilson Verhandlungen für einen möglichen Frieden mit beiden Kriegsparteien machte, unterstützte Grey diese Initiative. Grey konnte sich wegen seines schwindenden Einflusses nicht mehr durchsetzen; er hatte er seine dominierende Stellung in der außenpolitischen Ausrichtung des Landes weitestgehend eingebüßt.

## Elder Statesman (1916–1933)

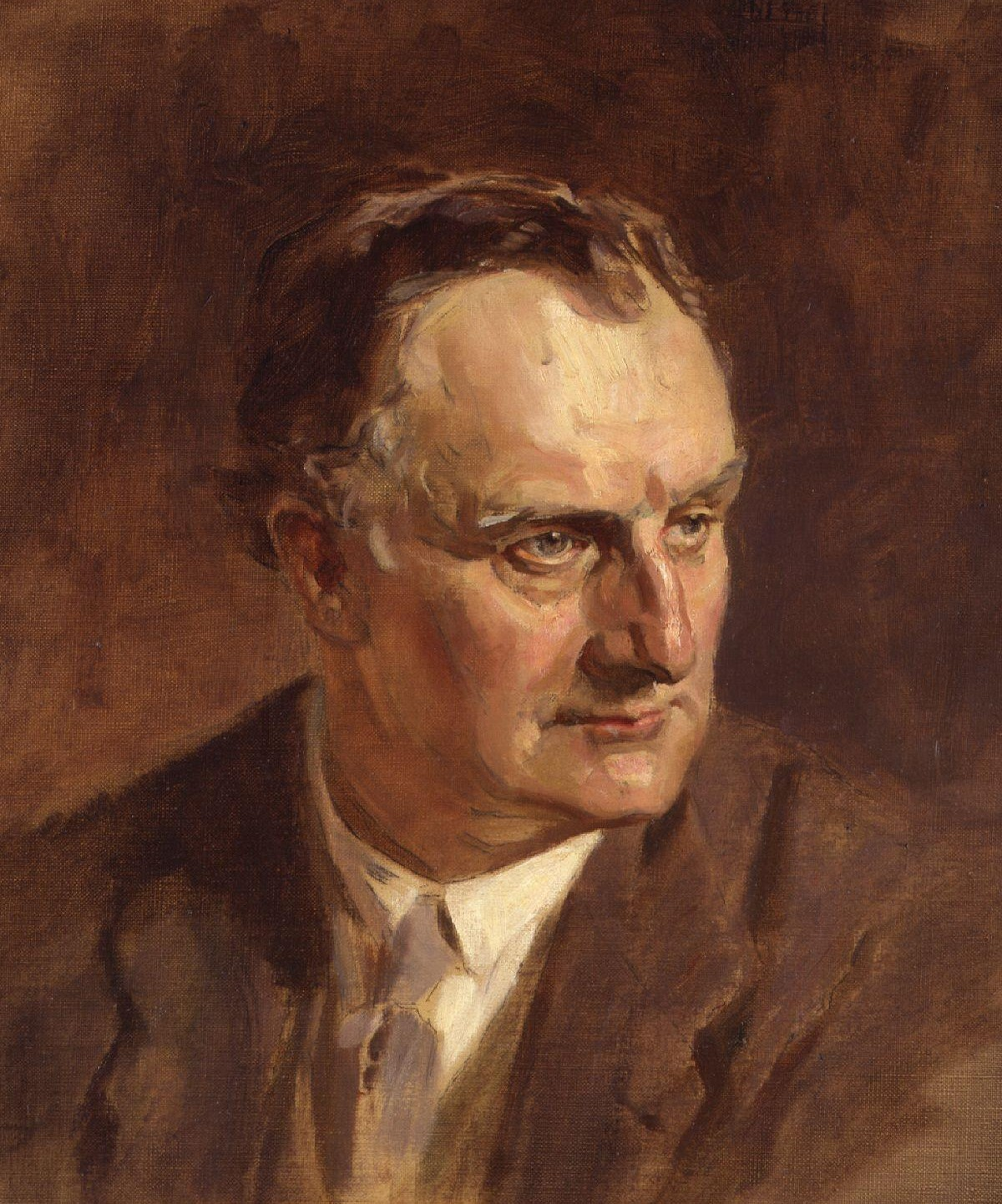
Edward Grey um 1920. Porträtstudie von James Guthrie für Statesmen of World War I.

Am 27. Juli 1916 wurde er als Viscount Grey of Fallodon, in the County of Northumberland, zum erblichen Peer erhoben und erhielt dadurch einen Sitz im Oberhaus, wo er von 1923 bis 1924 als Führer der liberalen Abgeordneten fungierte. Grey verstarb 1933. Da er kinderlos war, erlosch die Viscountswürde mit seinem Tod. Die Baronetwürde fiel an seinen Onkel zweiten Grades Charles George Grey (1880–1957).

## Privatleben und Auszeichnungen
Grey war während seiner Universitätszeit in Oxford ein guter Tennisspieler. Er wurde 1883 Oxford champion. Er gewann ebenfalls die British championship in den Jahren 1889, 1891, 1895, 1896 and 1898.
Grey war ein passionierter Fliegenfischer und verfasste eine Monographie (Fly Fishing) über dieses Hobby. Ebenfalls widmete er viel Zeit der Vogelkunde. Das Edward Grey Institute of Field Ornithology ist ihm zu Ehren benannt.
Er wurde 1912 in den Hosenbandorden aufgenommen. und war Mitglied im Coefficients dining club.
Edward Grey war ein aktives Mitglied im Bund der Freimaurer, er wurde 1907 in die Robert Mitchell Lodge Nr. 2956 aufgenommen. Später bekleidete er das Amt eines Großbeamten in der Vereinigten Großloge von England.

## Bewertung
Edward Grey gilt als die bestimmende Figur der britischen Außenpolitik vor dem Ersten Weltkrieg. Aus diesem Grunde wurden über Grey jahrzehntelang sehr unterschiedliche Meinungen verfasst.
Für die meisten Historiker steht und fällt eine Bewertung Greys mit der Frage, ob es für Großbritannien richtig war, aktiv in den Ersten Weltkrieg einzutreten, um deutsche Hegemonialbestrebungen auf dem Kontinent zu stoppen. Kritisch wird gesehen, dass Grey die Marinekonvention mit dem Russischen Reich geheim verhandelt hat und diese, nachdem sie bekannt geworden war, abgestritten hat. Auch wird die Frage aufgeworfen, ob es richtig war, einseitig nur die Franzosen und Russen zum Frieden zu ermahnen und bei den Deutschen den Eindruck einer möglichen Neutralität im Falle eines Krieges zu erwecken. Aus britischer Sicht wird zudem immer wieder thematisiert, ob Grey letztlich durch sein Handeln das britische Empire aufs Spiel gesetzt hätte. Anerkennend wird vertreten, dass sich Grey im Gegensatz zu den anderen Akteuren um Verhandlungen bemüht hätte. Auch wird vertreten, Grey hätte eine außenpolitisch verfehlte Schwerpunktsetzung vorgenommen. Statt einer einseitigen Eindämmung des Deutschen Kaiserreichs hätte man stattdessen eine gegen Russland orientierte Politik betreiben sollen, da auf lange Sicht gesehen Russland der für Großbritannien schwierigere Gegner gewesen wäre.
Bereits nach dem Ende des Ersten Weltkriegs wurde Kritik an Grey laut. Lloyd George warf ihm vor, vor dem Krieg liberale Werte verraten zu haben. Zudem sei sein Handeln in der Julikrise von schweren Fehlern geprägt gewesen. Vor allem habe Grey es unterlassen, auf Russland mäßigend einzuwirken und es davon abzubringen, zur Unterstützung Serbiens die Armee zu mobilisieren. Niall Ferguson sah in seinem Buch The Pity of War: Explaining World War I (dt.: Der falsche Krieg) Großbritanniens Kriegseintritt als sinnlos an. Hätte sich Großbritannien aus dem Weltkrieg herausgehalten, wäre das Ergebnis ein deutscher Sieg gewesen, aber auch ein prosperierendes Nachkriegs-Europa, in dem es zu Demokratisierung gekommen wäre, also faktisch zu einer Art „Europäischer Gemeinschaft“ unter deutscher Hegemonie, während Großbritannien weiterhin ein intaktes Empire geblieben wäre. Der ehemalige Außenminister Douglas Hurd kam zu einem anderen Ergebnis: Großbritannien hätte sich auch bei neutraler Haltung früher oder später deutschen Angriffen gegenübergesehen.
Bertrand Russell, der Edward Grey persönlich gut kannte, bedauerte die britische Kriegsteilnahme. Aus seiner Sicht wäre ein schneller deutscher Sieg über Frankreich im Vergleich mit allen Folgen des Krieges die bessere Alternative gewesen, so wäre der Aufstieg der Nationalsozialisten und der Kommunisten in Russland ausgeblieben. Der britische Historiker Simon Heffer ist der Meinung, dass Großbritannien durch seine Teilnahme am Krieg und Parteinahme aus einem begrenzten europäischen Krieg einen Weltkrieg gemacht hätte. Seiner Meinung nach wäre ein strenger neutraler Kurs in Verbindung mit engen Handelsbeziehungen mit Deutschland die bessere Alternative gewesen. Andrew Adonis beurteilte Grey als den inkompetentesten Außenminister aller Zeiten, andere prominente britische Stimmen wie Bendor Grosvenor oder John Charmley bezeichneten ihn als den Totengräber des britischen Empires.

## Schriften
- Cottage Book. Itchen Abbas, 1894–1905. London 1909.
- Fly Fishing. London, 1899.
- Recreation. Boston 1920 (online bei Project Gutenberg).
- Twenty-Five Years, 1892–1916. London 1925 (deutsche Ausgabe: Fünfundzwanzig Jahre Politik, 1892–1916. Memoiren in 2 Bänden. Bruckmann, München 1926).
- Fallodon Papers. London 1926.
- The Charm of Birds. London 1927.
- Michael Waterhouse (Hrsg.): The cottage book. The undiscovered country diary of an Edwardian statesman by Sir Edward and Lady Grey. Gollancz, London 1999, ISBN 0-297-82534-8.